# Knapegården
Knapegården är en kaptensgård på Råö på Onsalahalvön i Onsala socken, Kungsbacka kommun. Gården uppfördes på 1750-talet och blev byggnadsminne den 25 november 1994. Fastighetsbeteckningen är Råö 13:1 och gården benämns "där framme". Den är en av de äldsta och bäst välbevarade byggnaderna på Onsalahalvön och planlösningen och inredningen i byggnadens äldsta del är i det närmaste intakt sedan uppförandet.

## Historia
Sjöfart och handel var under lång tid en viktig näringsgren på Onsalahalvön, vid sidan av jordbruk och husbehovsfiske. Förutsättningarna för jordbruk var ganska dåliga i trakten, vilket gjorde att olika näringsgrenar fick kombineras. Under andra hälften av 1700-talet fick handeln till sjöss, den så kallade bondeseglationen, ett uppsving. Det manifesterades genom uppförandet av större mangårdsbyggnader, så kallade kaptensgårdar. Sätesgården på Råö var en av dessa kaptensgårdar.
Gården benämndes i olika handlingar Råö säteri fram till slutet av 1800-talet, men det i folkmun och kyrkböcker vedertagna namnet har varit Knapegården, eller Knabbigaard, Knabgord. Namnet kommer från knape, vilket betyder "man av lågadel". Ägarlängden går tillbaka till 1500-talet.
Ursprungligen låg sätesgården norr om den nuvarande, men kom under krigsåren i början av 1700-talet att förfalla. År 1754 beslöt en av ägarna, Anders Svensson, att flytta gården och uppföra en ny sätesgård. Den kom att benämnas "främre gården" eller "där framme". År 1814 blev kofferdikaptenen Andreas Backman ägare till säteriet och år 1848 delades gården upp i tre delar till hans barn: "där borte", som var den tidigare sätesgården, "där oppe", som uppförts år 1816 och "främre gården" eller "där framme", som var den nya sätesgården.
År 1858 köpte lotsfördelningschefen löjtnant Hans Natt och Dag "främre gården" och den har sedan dess, med undantag för en kort period vid sekelskiftet 1900, varit i släkten Natt och Dags ägo. Under åren 1908–1910 restaurerades gården och en tillbyggnad uppfördes. Ytterligare en tillbyggnad skedde år 1938.

## Beskrivning
Gården består av en mangårdsbyggnad i nord–sydlig riktning med en ekonomibyggnad innehållande bland annat stall, ladugård, hönshus, loge och stort loft i vinkel söder därom. Bakom ladugården ligger några mindre uthus; vagnbod, redskapsskjul, kycklinghus, tvättstuga och fruktkällare/snickeri, vilka är uppförda i slutet av 1800-talet och början av 1900-talet. Mangårdsbyggnaden är uppförd av timmer med tegeltäckt sadeltak. Väggarna är klädda med gulmålad profilerad locklistpanel. Planlösningen utgår från framkammarstugans och de äldsta delarna är nästan helt intakta. I den äldsta delen finns flera ålderdomliga beslag och gångjärn och i byggnaden finns några äldre kakelugnar bevarade. Ekonomibyggnaden är klädd med rödfärgad locklistpanel och har plåttäckt sadeltak. Kaptensgården är en av de äldsta och bäst välbevarade byggnaderna på Onsalahalvön.